# Takali Pr. Chalisgaon
Takali Pr. Chalisgaon es una ciudad censal situada en el distrito de Jalgaon en el estado de Maharashtra (India). Su población es de 10630 habitantes (2011). Se encuentra a orillas del río Tittur.

## Demografía
Según el censo de 2011 la población de Takali Pr. Chalisgaon era de 10630 habitantes, de los cuales 5688 eran hombres y 4942 eran mujeres. Takali Pr. Chalisgaon tiene una tasa media de alfabetización del 89,38%, superior a la media estatal del 82,34%: la alfabetización masculina es del 94,41%, y la alfabetización femenina del 83,72%.